# Банников, Григорий Константинович
Григорий Константинович Банников (1904—1971) — советский инженер-электродчик. Лауреат Сталинской премии.

## Биография
В 1930-е гг. работал в Ленинграде в алюминиево-электродном институте (ВАМИ). В 1940 г. предложил свою технологию получения высокопористых углеродов.
С 1945 г. участник атомного проекта, инженер Московского электродного завода.
Предложил идею очистки графита хлором при температуре выше 2000°С. Возглавил лабораторию, отрабатывавшую этот технологический процесс.
В 1949 году стал лауреатом Сталинской премии и награждён орденом Ленина.
В последующем — начальник ЦЗЛ МЭЗ, зам. начальника лаборатории НИИ «Графит» (Государственный научно-исследовательский институт конструкционных материалов на основе графита).
Похоронен на Новодевичьем кладбище (3 участок).